# 미야케 료
미야케 료(일본어: 三宅 諒, みやけ りょう, 1990년 12월 24일 ~ )는 일본의 펜싱 선수로 주 종목은 플뢰레이다. 그는 2012년 하계 올림픽에서 남자 플뢰레 개인전과 단체전에 출전하였다. 개인전은 32강에서 이탈리아의 안드레아 발디니에 6-15로 패하며 탈락하였다. 이후 단체전에서는 은메달을 획득하였다.